# Mijagi prefektúra

Mijagi prefektúra térképe

Mijagi prefektúra (宮城県; Hepburn: Miyagi-ken) Japán egyik prefektúrája a Tóhoku régióban, Honsú szigetén, fővárosa Szendai.

## Története
Mijagi Prefektúra területe régebben Mucu tartomány része volt. Az Észak-Honsún található Mucu tartomány az utolsók között volt, melynek területét elvették az őslakosoktól Emishik, s ez vált a legterjedelmesebbé is. Az ősi főváros Tagadzsó-nál volt megtalálható, Mijagi Prefektúrában.
A Vadó korszak második évének (709) harmadik havában, felkelések törtek ki a kormányzati hatóságok ellen Mucu és a közeli Ecsigo tartományokban. Ezt a felkelést leverték.
Vadó ötödik évében (712) Mucu tartomány közigazgatásilag elszeparálódott a Deva tartománytól. Genmei császárnő tovább folytatta a földkataszterrel kapcsolatos változtatásokat a Nara korszakban, ahogy az ezt követő évben is, mikor Mimaszaka tartományt felosztották több részre: Bizen és Hjúga tartomány elvált Oszumi tartománytól és Tamba tartományt elválasztották Tango tartománytól.
A Szengoku korszak idején rengeteg klán uralta a tartomány különböző részeit. Az Ueszugi család kastély-városa Vakamacuban a déli, míg a Nambu klán kastélya az északi részen, Date Maszamune, a Tokugavák közeli szövetségese létrehozta Szendait, mely ma a legnagyobb városként van számon tartva Tóhoku régióban.
A Meidzsi korszak idején, négy új tartomány jött létre: Rikuchú, Rikuzen, Ivaki és Ivasiro.
A mai Aomori prefektúra területe továbbra is Mucu része maradt, egészen a han rendszer megszűnéséig, míg az ország rá nem állt az újonnan bevezetett, modern megyestruktúrára.
Date Mazsamune kastélyt épített Szendaiban, mely székhelyéül szolgált - innen irányította Mucut. 1871-ben, Szendai prefektúra átalakult, új neve Mijagi lett az ezt követő évek történési nyomán.

### 2011 Földrengés és cunami Tóhokuban
2011. március 11-én 9,0 erősségű földrengés rázta meg Mijagi prefektúrát, majd azt követően iszonytató méretű cunami árasztotta el a területet felmérhetetlen károkat okozva. A cunami becslések szerint mintegy 10 méter magas volt.
2014. április 7-én 4,7 erősségű földrengés ostromolta Mijagi tengerpartját, a Japán Meteorológia Intézet szerint. A dolgozókat evakuálták a közeli Fukusima-Daidzsi Atomerőműből, ahogy a cunami riasztásról értesültek. A lakosok azt nyilatkozták, hogy ilyen időkben a belső, szárazföldi részekre menekülnek.
2013-ban Naruhito koronaherceg és Maszako koronahercegnő látogatást tettek a prefektúrában, hogy lássák a szökőár óta elért fejlődés mértékét

## Földrajza
Mijagi prefektúra Tóhoku középső részén helyezkedik el, szemben a Csendes-óceánnal. Itt található Tóhoku legnagyobb városa, Szendai is. A nyugati oldalon és az északkeleti part mentén hegyek magasodnak, ám a főváros körüli központi síkságok ezeknél is nagyobb területet foglalnak el.
Macusima Japán egyik legcsodálatosabb látványosságaként lett híres, a festői kilátással: az öböl a látogatók tárja a 260 apró sziget, fenyvesekkel tűzdelt képét.
2012-ben a prefektúra teljes területének 23 százalékát nemzeti parknak nevezték ki. Név szerint: Rikucsu Kaiga Nemzeti Park, Kurikoma, Minami Szanriku Kiknaszan, Abukuma Keikoma, Aszahijama, Funagata Renpo, Futakuchi Kjókoku, Kenjószan Manhokuura, Keszennuma, Macushima és a Dzsaó Kógen Nemzeti Park.

## Városok

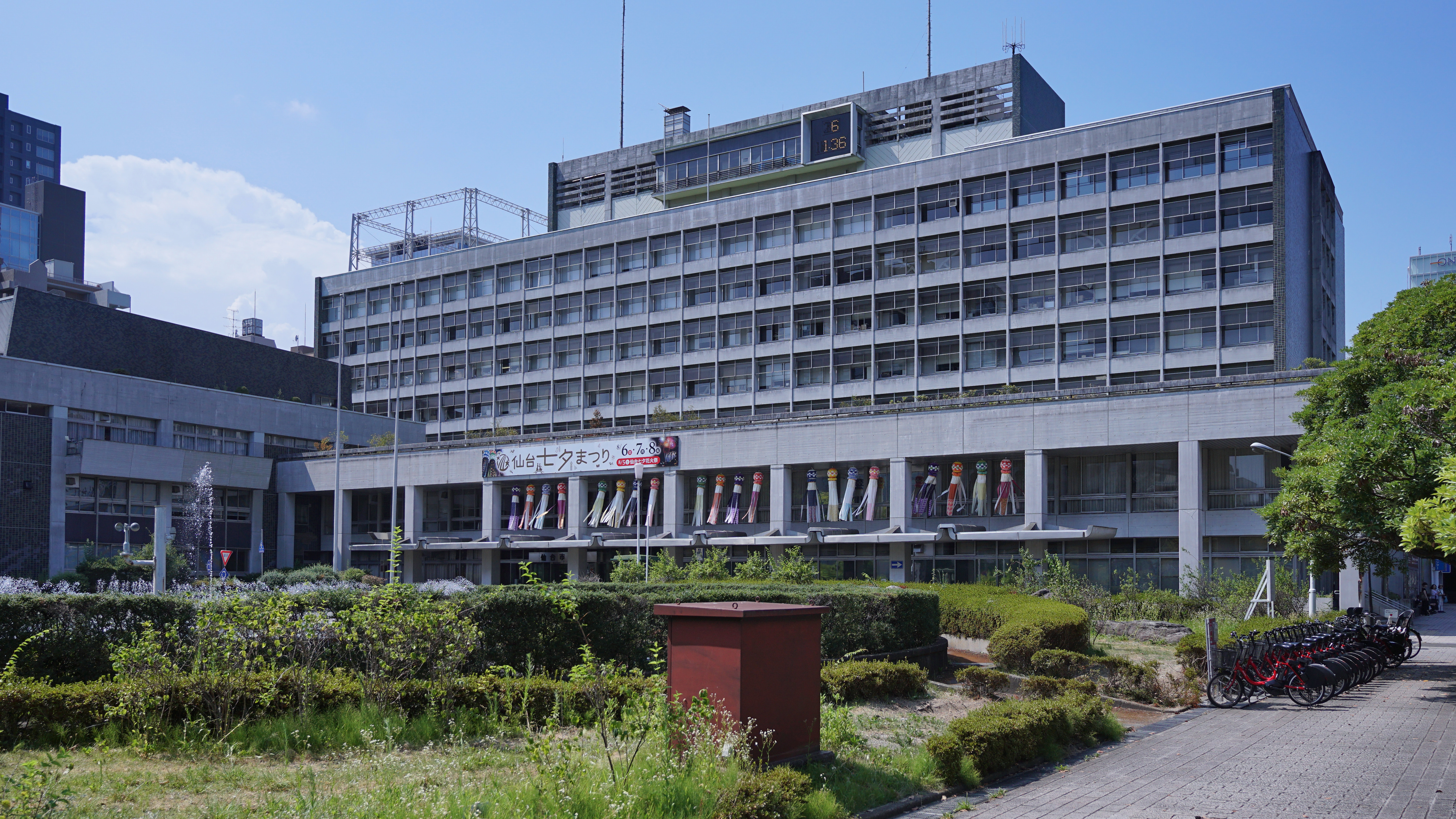
Szendai Városháza

Mijagi prefektúrában 14 nagyváros található:
| - Higasimacusima - Isinomaki - Ivanuma - Kakuda - Keszennuma | - Kurihara - Natori - Ószaki - Szendai - Siogama | - Siroisi - Tagadzsó - Tome - Tomija |

## Kisvárosok és falvak, körzetenként
| - Igu körzet - Marumori - Kami körzet - Kami - Sikama - Katta körzet - Sicsikasuku - Zaó | - Kurokava körzet - Óhira - Ószato - Taiva - Mijagi körzet - Macusima - Rifu - Sicsigahama | - Motojosi körzet - Minamiszanriku - Osika körzet - Onagava - Sibata körzet - Kavaszaki - Murata - Ógavara - Sibata | - Tóda körzet - Miszato - Vakuja - Vatari körzet - Vatari - Jamamoto |

## Gazdaság
Bár Mijagi remekül teljesít halászat és mezőgazdaság terén, nagy mennyiségű rizst termel s az állattenyésztésben is remekel, a gazdaságot mégis a gyárak uralják, melyek Szendai körül épültek, az főképp az elektronikára és az élelmiszerfeldolgozásra szakosodtak.
2011 márciusában, Japán rizstermesztésének 4,7 százaléka, osztrigatenyésztésének 23 százaléka ebben a prefektúrában zajlott.
2011 júliusában a kormány úgy döntött, hogy betiltja a Mijagi-ból érkező marhahús átvételét, a radioaktív szennyeződéstől való félelem miatt. Ezt azóta visszavonták.

## Oktatás

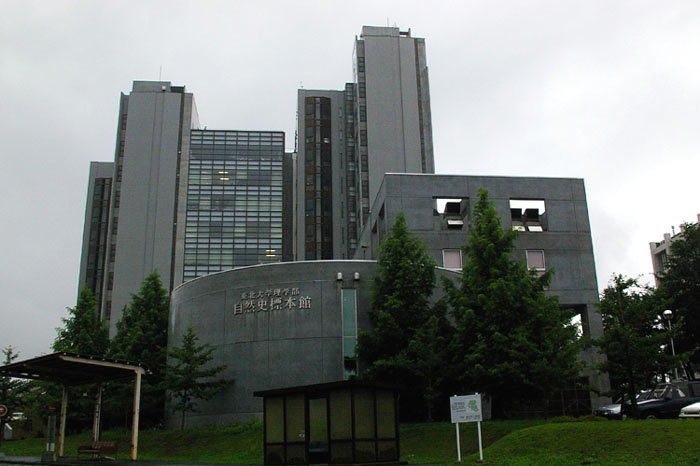
Tohoku Egyetem

- Mijagi Egyetem
- Mijagi Gazdasági Egyetem
- Mijagi Gakuin
- Szendai Egyetem
- Szendai Sirajuri
- Tohoku Egyetem
- Tohoku Gakuin Egyetem
- Tohoku Bunka Gakuen Egyetem
- Tohoku Fukusi Egyetem
- Tohoku Szeikacu Egyetem
- Tohoku Orvosi Egyetem
- Sokei Gakuin Egyetem
- Isinomaki Szensu Egyetem

## Közlekedés

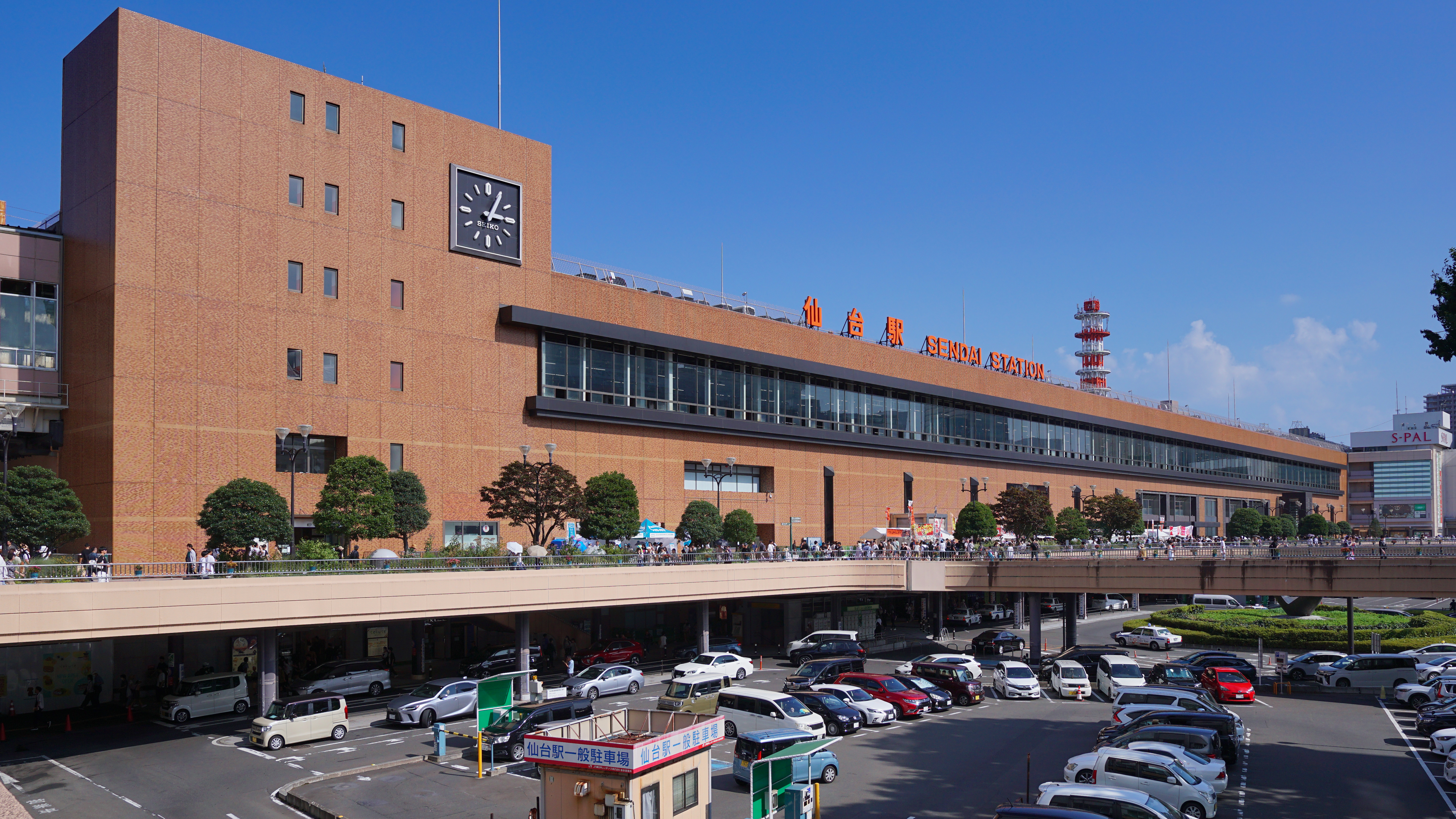
JR Szendai Állomás

### Vasút
- JR East (Kelet-Japán Vasúttársaság)
  - Tohoku Sinkanzen
  - Tohoku Vonal
  - Dzsoban Vonal
  - Szenszeki Vonal
  - Szenzan Vonal
  - Isinomaki Vonal
  - Rikú Vonal
  - Ofunato Vonal
  - Szendai Metró
- Abukuma Expressz Vasút
- Szendai Reptéri Vasút

### Utak
- Gyorsforgalmi és adóztatott utak
  - Tohoku gyorsforgalmi
  - Jamagata gyorsforgalmi
  - Szanriku gyorsforgalmi
  - Szendai Keleti útvonal
  - Szendai Északi útvonal
  - Szendai Déli útvonal
- Nemzeti autópályák
  - 4-es főút (Nihonbasi (Tokió)-Kaszukabe-Ucunomija-Korijama-Szendai-Fukukava-Icsinoseki-Morioka-Tovada-Aomori)
  - 6-os főút (Nihonbasi (Tokió)-Mito-Ivaki-Szoma-Szendai)
  - 45-ös főút (Szendai-Isinomaki-Ofunato-Kamisi-Kuji-Hacsinohe-Tovada)
  - 47-es főút (Furukava-Narugo-Sindzso-Szakata)
  - 48-as főút (Szendai-Jamagata)
  - 108-as út
  - 113-as út
  - 342-es út
  - 346-os út
  - 347-es út
  - 349-es út
  - 398-as út
  - 399-es út
  - 456-os út

### Kikötők

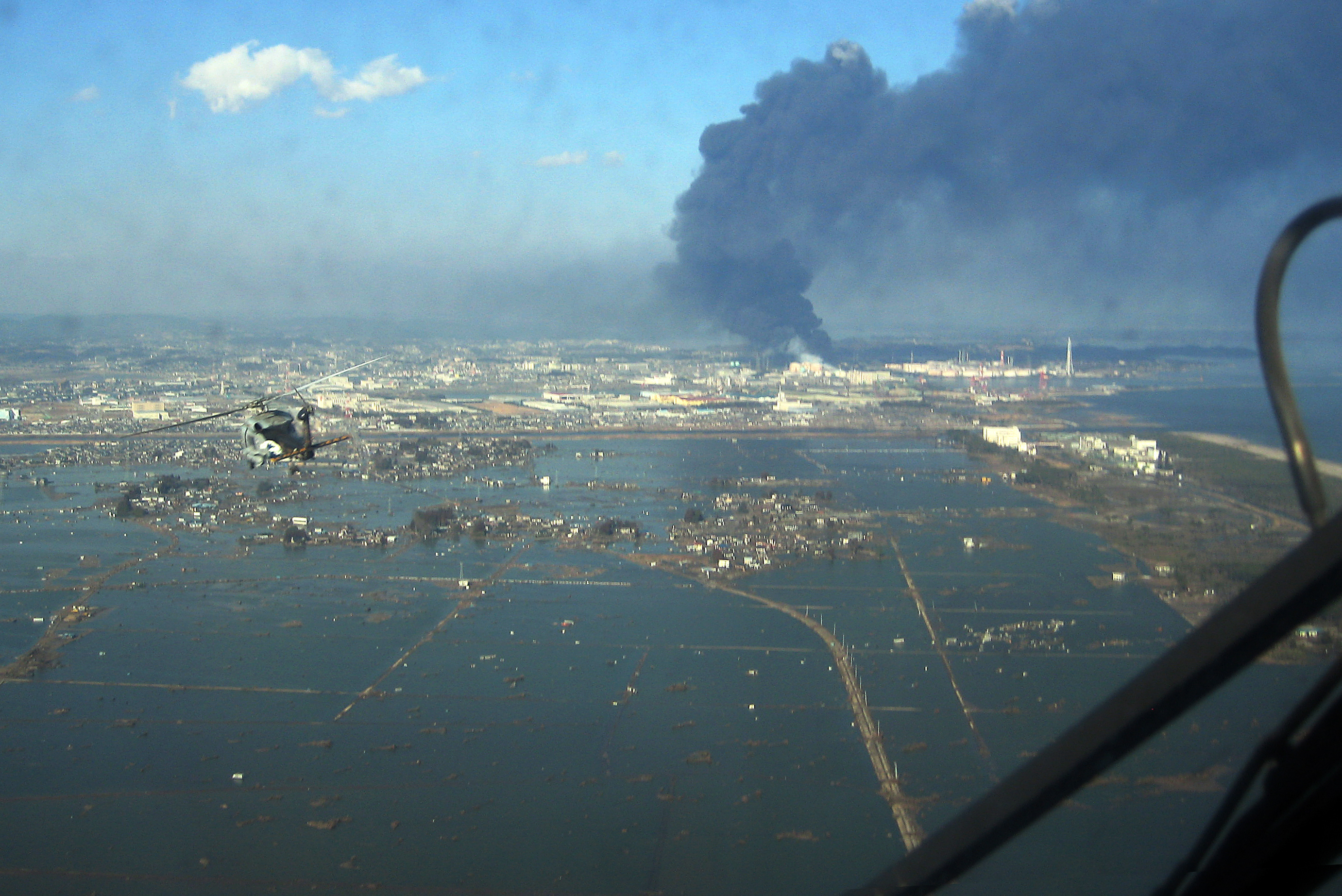
Légifelvétel Szendai kikötőről

- Szendai kikötő
- Isinomaki kikötő
- Macusima öböl

### Reptér
Szendai reptér

## Sport
- Baseball
- Tohoku Rakuten (Golden Eagles)
  - Tohoku Reia
- Futball
  - Vegalta Szendai
  - Sony Szendai F.C
  - Vegalta Szendai (női)
- Baseball
  - Szendai 89ERS
- Röplabda
  - Szendai Bellefille
- Birkózás
  - Szendai Női Birkózók

## Turistacsalogatók

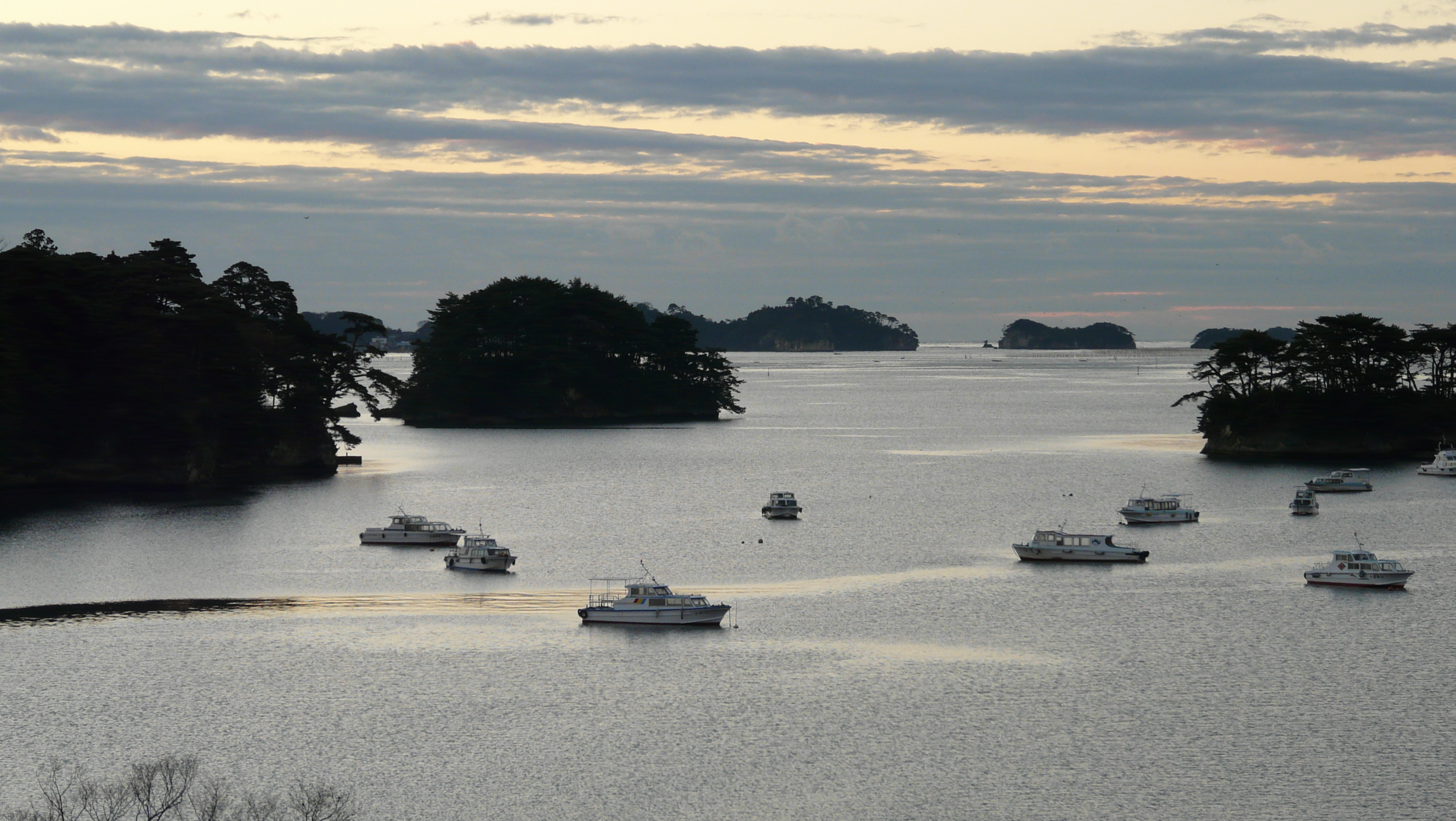
Matsushima

Szendai volt Date Maszamune dajmjó kastélyvárosának helye. Ennek emlékére, Szendai feletti dombon még mindig ott áll a kastély, őrködve a város felett.

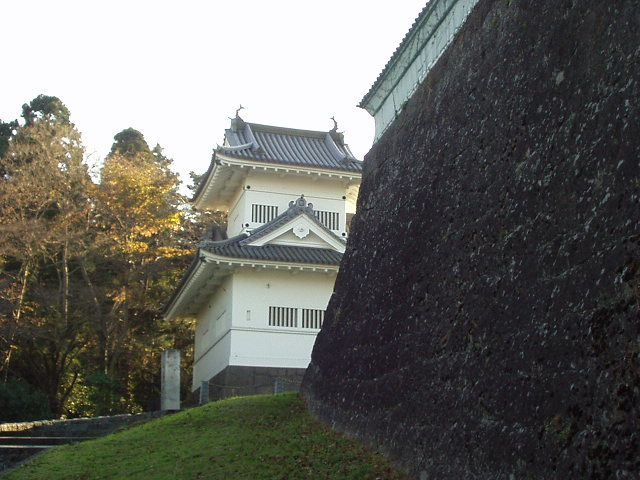
Szendai Kastély

Mijagi prefektúrában található Japán három legnagyobb látványosságának egyike, Macusima – az öböl, amely fenyőfákkal tűzdelt szigeteiről híres.
További látványosságok felsorolása:
- Aoba kastély
- Icsibancsó
- Akiu fürdő
- Kinkaszan sziget
- Macushima öböl
- Naruko fürdő
- Rikucsu tengerpart
- Okama tó
- Zao botanikus kert
- Zao fürdő

## Híres fesztiválok, ünnepek
- Újév Szendaiban, január 2-án

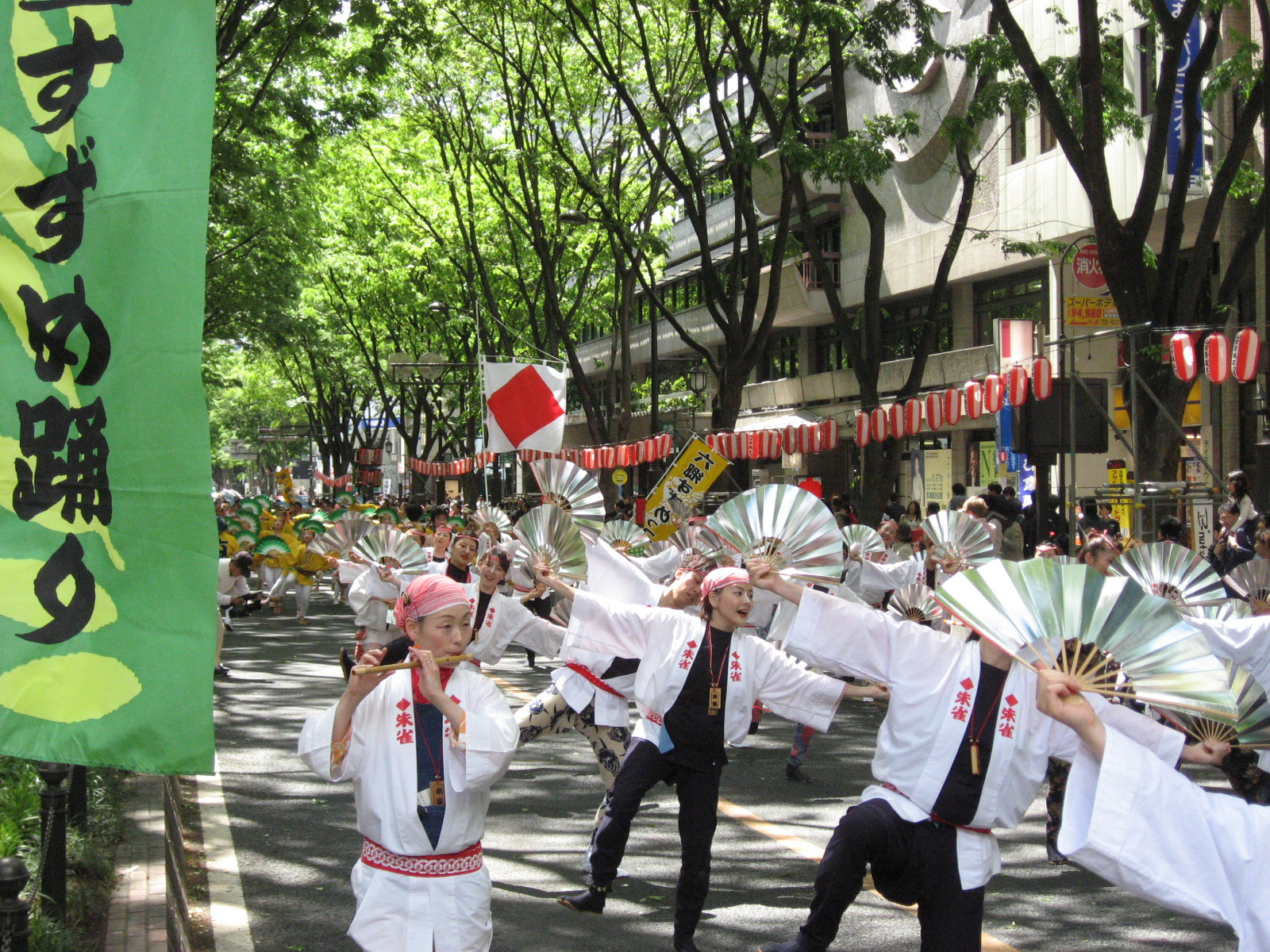
Szuzume Odori

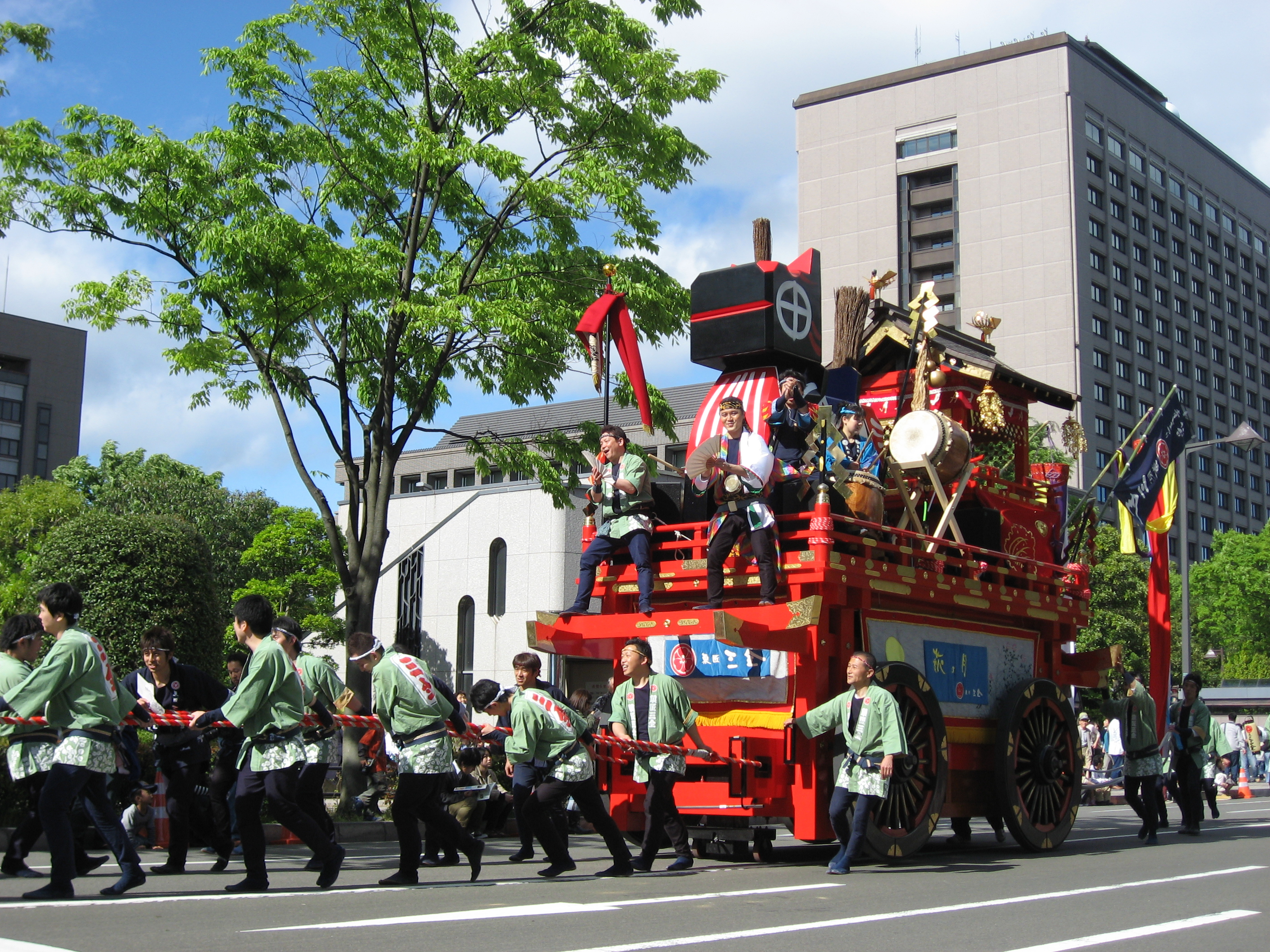
Aoba Fesztivál

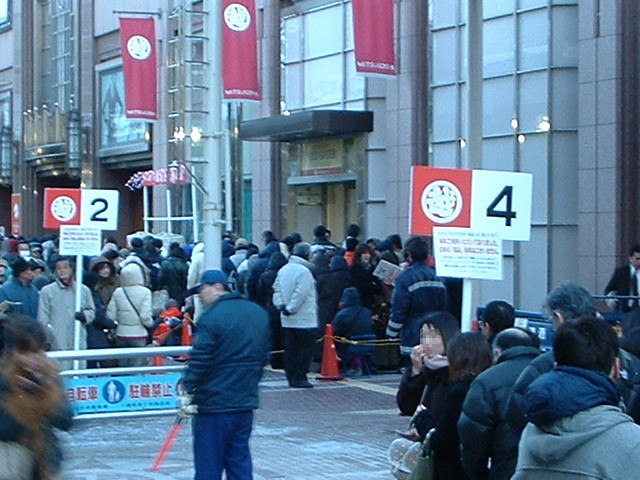
Újévi kiárusítás, Szendai

- Siroisi Kikesi Kiállítás, május 3–5.
- Aoba Fesztivál, Szuzume Odori – hagyományos japán táncos ünnep májusban
- Siogama Kikötő Ünnep, júliusban
- Szendai Tanabata Fesztivál, augusztus 6–8.
- Narugo Kokesi Fesztivál, szeptemberben
- A Csillagok Szépségverseny, Szendaiban, decemberben

## Fordítás
- Ez a szócikk részben vagy egészben  a   Miyagi Prefecture című angol Wikipédia-szócikk ezen változatának fordításán alapul.  Az eredeti cikk szerkesztőit annak laptörténete sorolja fel. Ez a jelzés csupán a megfogalmazás eredetét és a szerzői jogokat jelzi, nem szolgál a cikkben szereplő információk forrásmegjelöléseként.